# Paul Whitehead
Paul Whitehead (Dartford, 1945) è un illustratore inglese, noto soprattutto per aver disegnato le copertine di vari album discografici.
Alla metà degli anni sessanta realizzò la sua prima cover per un album di Fats Domino ripubblicato con una nuova veste grafica. Dopo l'incontro con il produttore John Anthony, Whitehead fu messo in contatto con i Genesis e gli fu affidato l'incarico di disegnare la copertina dell'album Trespass dandogli completa libertà di espressione. La leggenda narra che Paul, a seguito di ripetuti tentativi di copertina non andati a buon fine perse la pazienza infliggendo un colpo di coltello in una tela. Questa immagine piacque così tanto alla band da divenire poi la copertina ufficiale. Per i Genesis disegnò, oltre a quella copertina, anche quelle per i successivi Nursery Cryme e Foxtrot e produsse immagini di forte impatto anche per Van der Graaf Generator, Lindisfarne e Peter Hammill, nonché per la band italiana Le Orme e per Aldo Tagliapietra.

## Alcuni lavori
- Genesis
  - Trespass
  - Nursery Cryme
  - Foxtrot

- Van der Graaf Generator
  - H to He, Who Am the Only One
  - Pawn Hearts

- Peter Hammill
  - Fool's Mate
  - Chameleon in the Shadow of the Night

- Le Orme
  - Smogmagica
  - Elementi
  - L'infinito

- Tom Fogerty
  - Myopia

- Colossus Projects
  - The Colossus of Rhodes

- Alex Carpani
  - Waterline
  - The Sanctuary

- Ilenia Volpe
  - Mondo al contrario

- Gnu Quartet
  - Karma - Gnu Quartet in prog
- Submarine Silence
  - Submarine Silence